# ヒメカエルガメ
ヒメカエルガメ（姫蛙亀、学名：Phrynops gibbus）は、ヘビクビガメ科カエルガメ属に分類されるカメ。

## 分布
エクアドル東部、ガイアナ、コロンビア南部、スリナム、ブラジル北部、フランス（仏領ギアナ）、ベネズエラ東部、ペルーのアマゾン川、オリノコ川水系

## 形態
最大甲長23.3cmと属内では小型で、和名の由来（和名では小型種に対し、ヒメという接頭句をつけることがある）になっている。背甲と腹甲の継ぎ目（橋）や肛甲板（個体によっては股甲板）の色彩は黄褐色で、暗色の斑紋が入らない。
頭部は小型で、やや扁平。頸部は短い。

## 分類
分布が広いうえに形態や色彩に変異が大きく、これらの変異が地域による変異でかつ安定したものであれば将来的には分類が細分化される可能性がある。しかし現在のところ亜種は認められていない。

## 生態
流れの緩やかな河川や池沼などに生息する。夜行性。
食性は動物食傾向の強い雑食で、魚類、両生類、昆虫類、甲殻類、軟体動物、水草などを食べる。
繁殖形態は卵生。

## 人間との関係
ペットとして飼育されることもあり、日本にも輸入されている。属内でも流通量は多い。飼育下繁殖例もあるが、主に野生個体が流通する。本種と同属別種の雑種と思われる個体がヴァンデルヘーゲカエルガメとして流通したこともある。飼育下では人工飼料にも餌付く。